# Erik Oldmark
Lars Per Erik Oldmark, född 21 mars 1967, är en svensk företagsledare som är VD för Metria AB sedan den 1 september 2016.
Han har tidigare haft höga chefsbefattningar inom Telefonaktiebolaget L M Ericsson och Relacom AB.
Oldmark avlade en civilingenjörsexamen i industriell ekonomi vid Kungliga Tekniska högskolan (KTH).